# The Accounting
The Accounting è un cortometraggio muto del 1915. Il nome del regista non viene riportato.

## Trama
A Pietroburgo, l'agente dei servizi segreti Olga Petrova cerca di recuperare alcuni documenti da una spia di un altro paese, ma va a finire che i due rivali si innamorano l'uno dell'altra.

## Produzione
Il film fu prodotto dalla Essanay Film Manufacturing Company.

## Distribuzione
Distribuito dalla General Film Company, il film - un cortometraggio in tre bobine - uscì nelle sale cinematografiche USA il 18 febbraio 1915,